# BBC Willebroek
BBC Willebroek is een voormalige Belgische basketbalclub uit de Antwerpse gemeente Willebroek.

## Geschiedenis
Op 2 mei 1947 werd de club opgericht als De Kangoeroes aangesloten bij de KBBB met stamnummer 247. De ploeg startte in het seizoen 1947/48 in de laagste provinciale reeks, na drie opeenvolgende promoties bereikte het team in het seizoen 1950/51 de nationale reeksen. Bij aanvang van het seizoen 1972/73 werd de brouwerij Moortgat sponsor en wijzigde de naam in BBC Duvel. In het seizoen 1977/78 promoveerde de ploeg naar tweede nationale en werd de naam veranderd in BBC Duvel Willebroek. Er werd opnieuw kampioen gespeeld, in het seizoen 1979/80 werd er gedebuteerd in de eerste klasse. In totaal zou BBC Willebroek 6 seizoenen in de eerste klasse spelen gedurende de periode 1979 - 1996. Het verdween in het seizoen 1995/96 vanuit het hoogste niveau na verlies in een testwedstrijd tegen AC Gilly met 72-66. Vanaf het seizoen 1996/97 speelde de club op het tweede niveau tot aan de degradatie naar derde klasse op het einde van het seizoen 2003/04. Na het einde van het seizoen 2014/15 fusioneerde BBC Willebroek samen met BBC Turuka'90 en Basket Groot Willebroek tot Basket Willebroek.

## Naamswijzigingen
- 1947-1971 : De Kangoeroes
- 1972-1977 : BBC Duvel
- 1978-2002 : BBC Duvel Willebroek
- 2003-2015 : BBC Willebroek